# María Rosa Martínez Barellas
María Rosa Martínez Barellas (1949 - noviembre de 2024) fue una profesora e investigadora en el ámbito de la enfermería pediátrica en la Universidad de Barcelona. Su trayectoria académica se centró en la formación de profesionales de la enfermería especializados en el cuidado infantil y adolescente.  

## Biografía
M. Rosa Martínez Barellas inició su carrera docente en el Departamento de Enfermería de Salud Pública, Salud Mental y Materno Infantil de la Universidad de Barcelona, impartiendo la asignatura de Enfermería del Niño y del Adolescente. En 1986, obtuvo la plaza de profesora titular de escuela universitaria, donde ejerció hasta su jubilación en 2009. Posteriormente, fue nombrada profesora emérita hasta el año 2019.  
Entre 1986 y 1989, fue directora del Departamento de Enfermería de Salud Pública, Salud Mental y Materno Infantil. 

## Contribuciones académicas y profesionales
En 1995, junto a otras profesoras, puso en marcha el Máster en Enfermería Pediátrica, el cual dirigió durante más de veinte años. Este programa, que todavía se sigue ofreciendo como máster de formación permanente de la Facultad de Enfermería, recibió el Galardón Impulso de la Universidad de Barcelona en 2023, en reconocimiento a sus veinticinco años de trayectoria. 
Martínez Barellas fue autora de múltiples publicaciones académicas, incluyendo libros, artículos y estudios de investigación. Presentó numerosas ponencias y comunicaciones en congresos nacionales e internacionales, e impulsó diversos proyectos de innovación docente en el ámbito de la enfermería pediátrica.  
También desempeñó un papel fundamental en la creación de la Asociación Española de Enfermería Pediátrica (AEEP), contribuyendo activamente a la organización de congresos y jornadas formativas en el ámbito de la enfermería pediátrica. En 1987, durante la presentación oficial de la Asociación Española de Enfermería de la Infancia en Murcia, fue distinguida como Miembro de Honor e impartió la conferencia inaugural.
En 1989, fue designada miembro del Comité Asesor de Especialidades de Enfermería del Ministerio de Sanidad y Consumo y del Ministerio de Educación y Ciencia, donde contribuyó al desarrollo de la especialidad de Enfermería Pediátrica en España.  